# 도내 나들목
도내 나들목(Donae IC)은 경기도 파주시 월롱면 도내리에 설치될 예정인 수도권제2순환고속도로의 교차로이다. 2027년 12월에 개통될 예정이다.

## 연혁
- 2017년 5월 16일 : 나들목 신설을 위해 파주시 도시계획시설 교통광장에 월롱면 도내리 일원을 도내 나들목으로 고시[1]

## 구조물 정보
- 위치 : 경기도 파주시 월롱면 도내리

## 접속하는 도로
- 국가지원지방도 제78호선 (정문로)